# Eubaculites
Eubaculites (лат.) — вымерший род аммонитов из семейства Baculitidae. К роду относят несколько видов, все изначально включавшиеся в родственный род Baculites, пока моллюск не был выделен в отдельный род в 1926 году.
Eubaculites существовали с туронского по датский века и являются одним из самых последних родов аммонитов, вымерших примерно 64,5 миллиона лет назад, то есть примерно через 500 000 лет после начала кайнозойской эры. Образцы, найденные в формации Маастрихт в Нидерландах, позволяют предположить, что по крайней мере один вид (E. carinatus) пережил массовое мел-палеогеновое вымирание, хотя и в пределах датского века.